# Benquerencia
Benquerencia ist ein Ort und eine Gemeinde  (municipio) mit 84 Einwohnern (Stand: 2024) in der Provinz Cáceres in der Autonomen Gemeinschaft Extremadura.

## Lage und Klima
Benquerencia liegt in einer Höhe von ca. 450 m. Das Stadtzentrum von Cáceres befindet sich ca. 30 Kilometer nordwestlich. 

## Bevölkerungsentwicklung
| Jahr      | 1970 | 1981 | 1991 | 2001 | 2011 | 2021 |
| Einwohner | 173  | 123  | 117  | 103  | 87   | 79   |

## Sehenswürdigkeiten

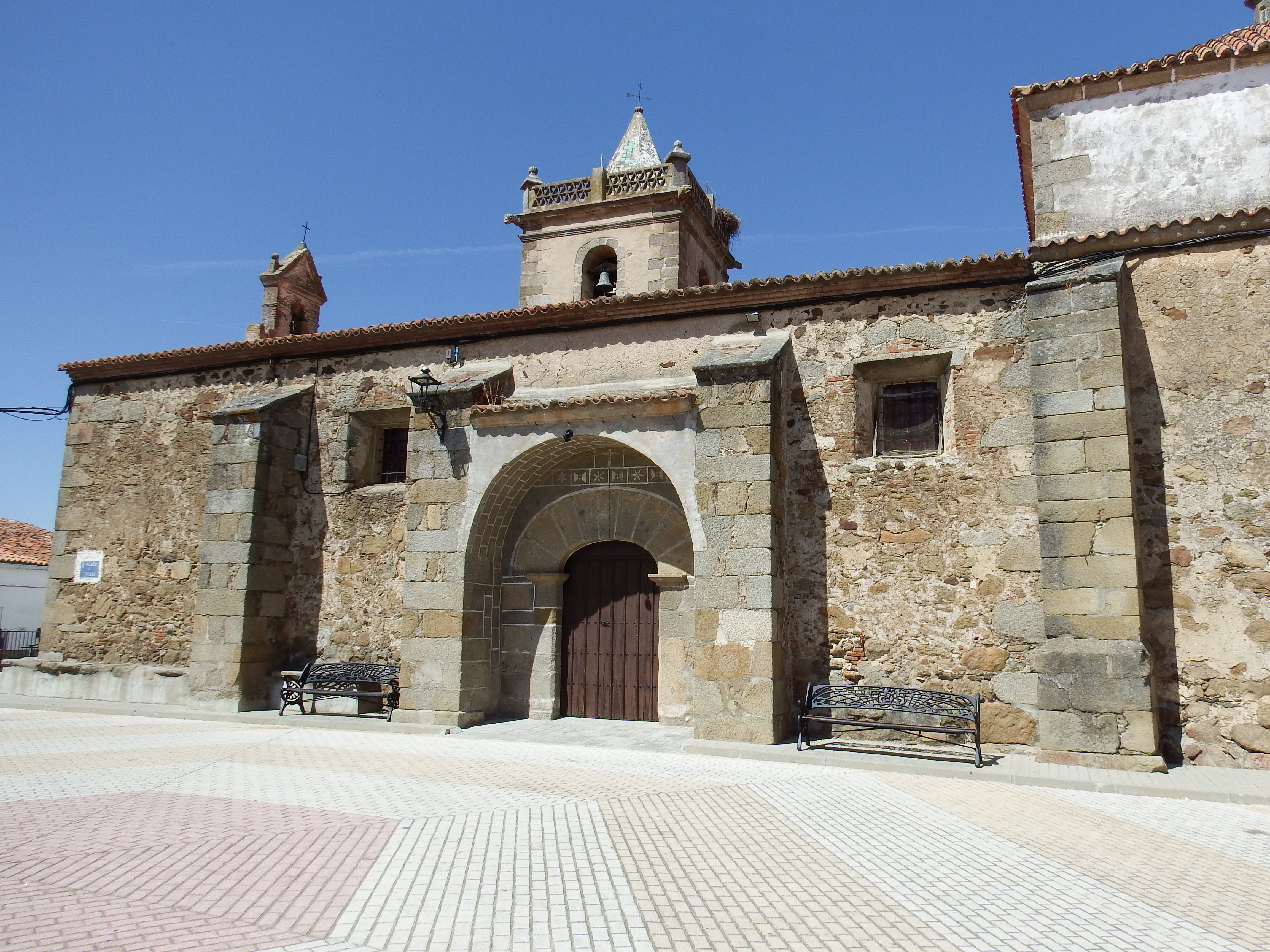
Peterskirche
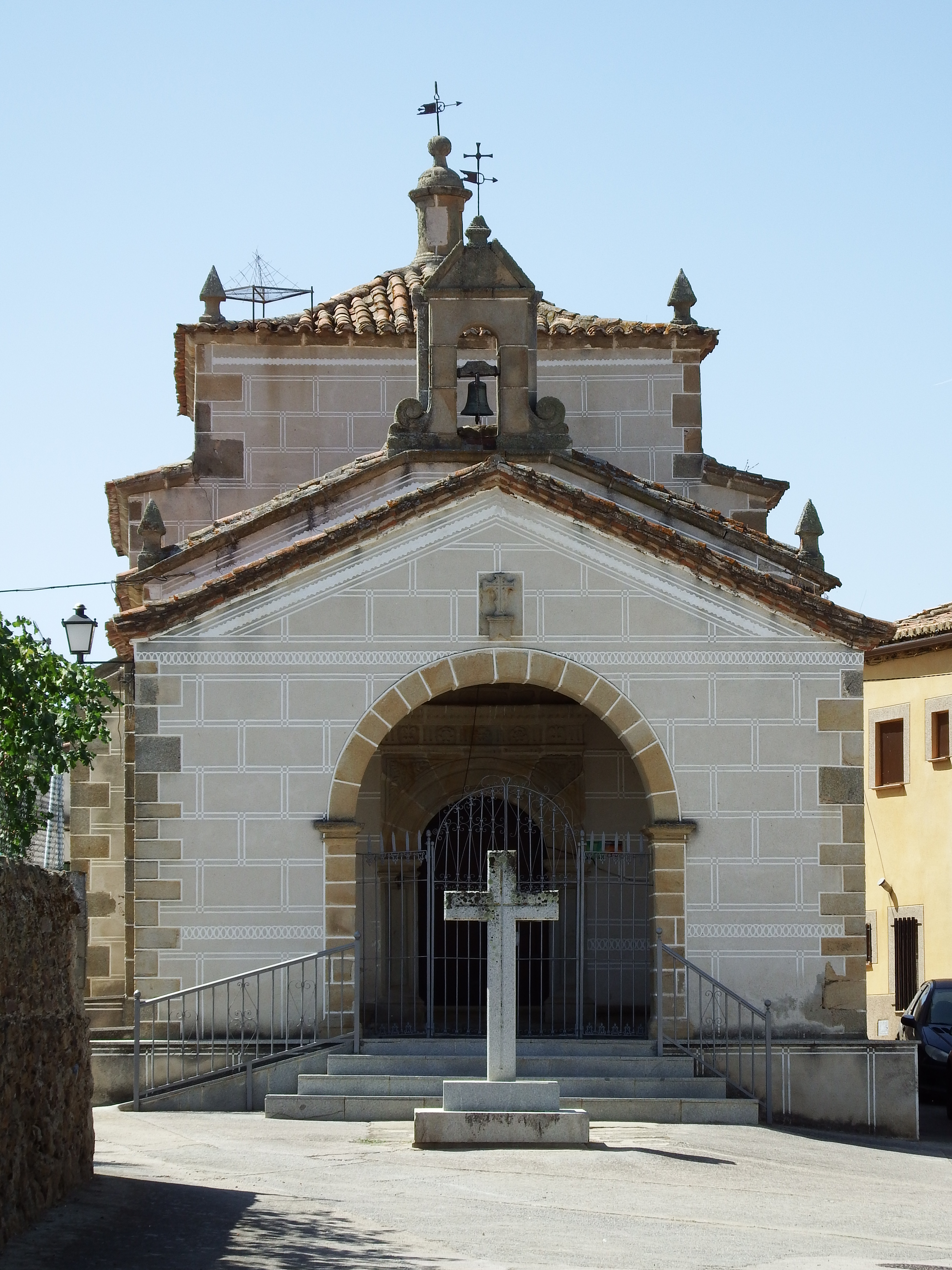
Christuskapelle
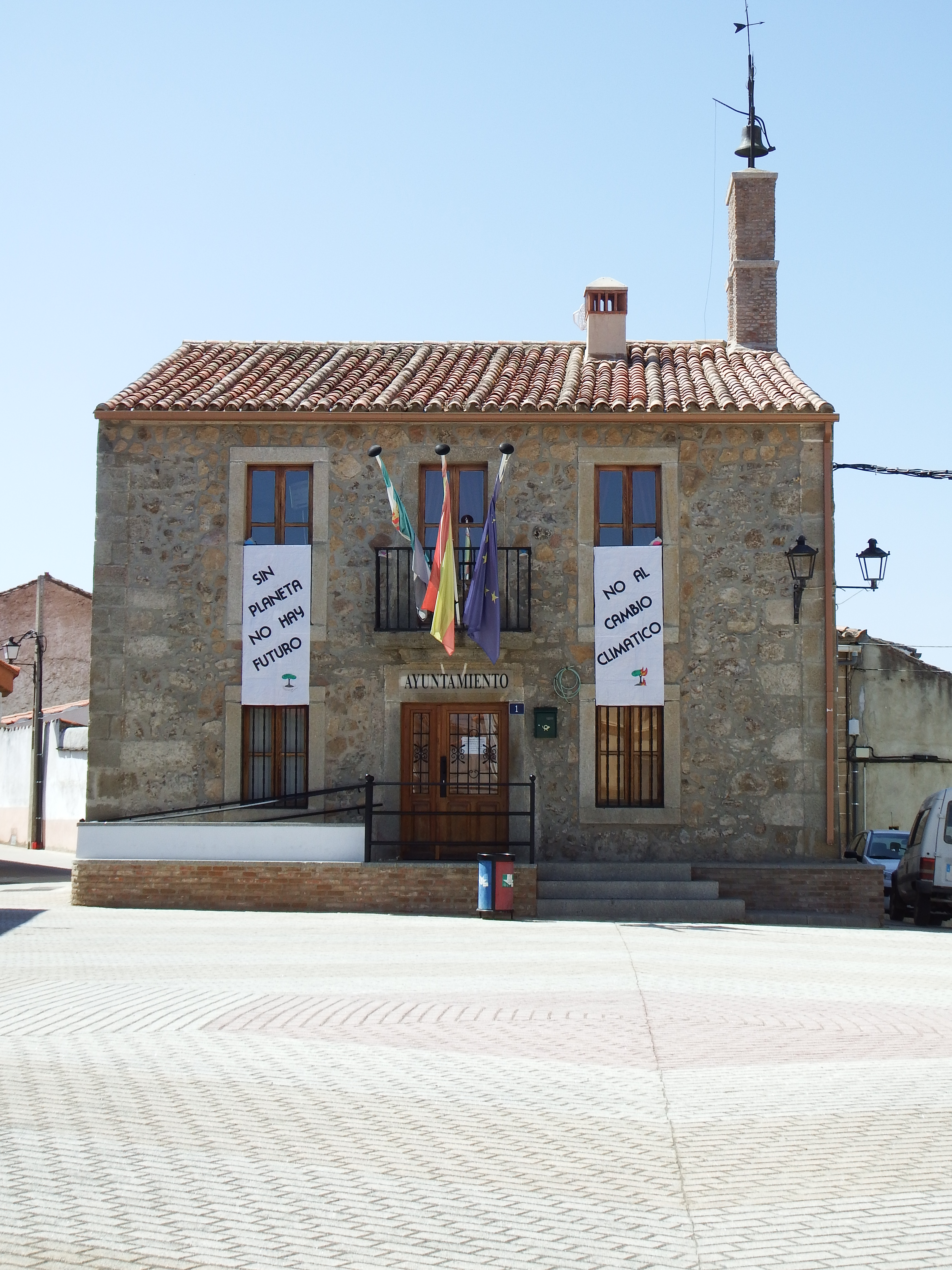
Rathaus

- Peterskirche
- Christuskapelle
- Rathaus